# Unione Sportiva Pistoiese 1946-1947
Questa voce raccoglie le informazioni riguardanti  l'Unione Sportiva Pistoiese nelle competizioni ufficiali della stagione 1946-1947.

## Rosa
| N. |                   | Ruolo | Calciatore           |
| -- | ----------------- | ----- | -------------------- |
|    | Italia (bandiera) | A     | Dino Bianucci        |
|    | Italia (bandiera) | C     | Giancarlo Castelli   |
|    | Italia (bandiera) | D     | Giulio Colombi       |
|    | Italia (bandiera) | D     | Stefanino De Stefano |
|    | Italia (bandiera) | C     | Ottorino Dugini      |
|    | Italia (bandiera) | A     | Natale Faccenda      |
|    | Italia (bandiera) | P     | Vincenzo Faticoni    |
|    | Italia (bandiera) | C     | Antonio Frugoli      |
|    | Italia (bandiera) | A     | Altibano Maselli     |
|    | Italia (bandiera) | A     | Ermanno Mucchi       |

| N. |                   | Ruolo | Calciatore            |
| -- | ----------------- | ----- | --------------------- |
|    | Italia (bandiera) | D     | Giorgio Pesi          |
|    | Italia (bandiera) | C     | Dante Petri           |
|    | Italia (bandiera) | D     | Alfredo Piram         |
|    | Italia (bandiera) | A     | Arturo Presselli      |
|    | Italia (bandiera) | A     | Emo Roffi             |
|    | Italia (bandiera) | A     | Rodolfo Stilli        |
|    | Italia (bandiera) | A     | Giuliano Tagliasacchi |
|    | Italia (bandiera) | C     | Egidio Turchi         |
|    | Italia (bandiera) | P     | E. Vieri              |
|    | Italia (bandiera) | A     | Enzo Vornoli          |